# De Wereld van Sofie (Vlaams radioprogramma)
De Wereld van Sofie is een humaninterestprogramma dat sinds 2019 loopt op de Vlaamse publieke radiozender Radio 1.
Het programma wordt gepresenteerd door Sofie Lemaire. In De Wereld van Sofie gaat Sofie Lemaire op zoek naar antwoorden op grote en minder grote levensvragen. 
De Wereld van Sofie wordt uitgezonden van maandag tot donderdag van 10 uur tot 12 uur.